# 中华民国国库黄金运送台湾行动

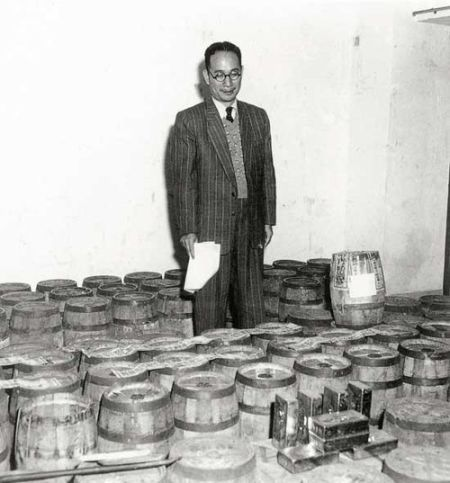
1950年储存在台北臺灣銀行金库的金圆券准备金

中华民国国库黄金运送台湾行动，简称“黄金运台”或“黄金迁台”，主要指1948年11月至1949年10月間，時任中華民國總統蔣中正以中華民國政府名义下令将包括黄金在內的中华民国国库資金运往台湾与廈门的行动:250－251，先後搬到台灣及廈門的黃金近400萬兩。遷台後餘下黃金存放在中央銀行文園金庫。

## 背景
1948年，随着中華民國國軍在辽沈战役的战败和淮海战役的失利，蔣中正總統对中華民國前景感到担忧。蔣中正1948年11月22日的日記中，提到
迁移政府、軍队、軍眷、故宮文物、国库资产与相关档案等到台湾，用於振兴台湾、为日后反攻大陆做准备。
此外，運台的還包括作為金圆券准备金的上海中国银行的国库储藏黄金，以及南京中央银行的国库储藏黄金等。有觀點認為，這些黃金對於日後穩定台灣新台幣價值發揮重要作用，使台灣社會安定，也避免其落入中国共产党手中:152；然而，根據長期擔任蔣中正侍從官的周宏濤所撰寫的回憶錄，這些運到台灣的黃金，其消耗速度非常快，經過一年多就因為軍餉開支而消耗了80%，而各界長期以為這些黃金的數量龐大到花用不盡、為台灣的發展奠定了基礎，其實並非如此。
蔣中正为支付军费、及为日后反攻大陆做准备，将本应作為金圆券准备金的上海中国银行的国库储藏黄金，以及本应作为银圆券准备金中国银行的国库储藏白银，和南京中央銀行的国库储藏黄金等转移至台湾；在发行金圆券及银圆券时，严令民间必须交出黄金白银外币兑换，私下以黄金白银交易或私藏一旦被发现即予没收，后改为将金圆券及银圆券存于中央银行者1年后可返兑黄金白银外币，但最终這些货币均在1年不到内破产，强兑来的黃金、白银最终拒绝履行对金圆券及银圆券的准备金职能，导致两者严重通货膨胀，波及同一体系下的地方货币如东北的东北券、新疆的銀圓票和台湾的舊台幣；
日後，在中華民國政府于台灣发行新台幣时，運台黃金转而成为了新台幣的准备金，并以1元新台币兑4万元台币收回旧台币，而拒绝兑换其它所有中華民國政府发行的货币，避免了新台币如在大陆发行货币的恶性通货膨胀，使台灣社會安定，也避免其落入中共手中，反而是中共解放区人民政府华北银行发行的人民币兑付了部分中華民國政府于大陆超发的货币。当年对大陆国库的转移不只是转移了黄金，还转移了银元、美元等资产以及相关档案。不同來源對於运送到台湾的黄金數量估計不同，大約是3－500萬兩（112－187公噸），连同白银和外币折合黄金超過1,000万两。
作為比較，日本在整个侵华战争期间，从包括东北掠奪的金银和外币折合黃金超過1亿6,000万两（6,000公噸）。

## 历程

### 第一批黄金运送

#### 策划

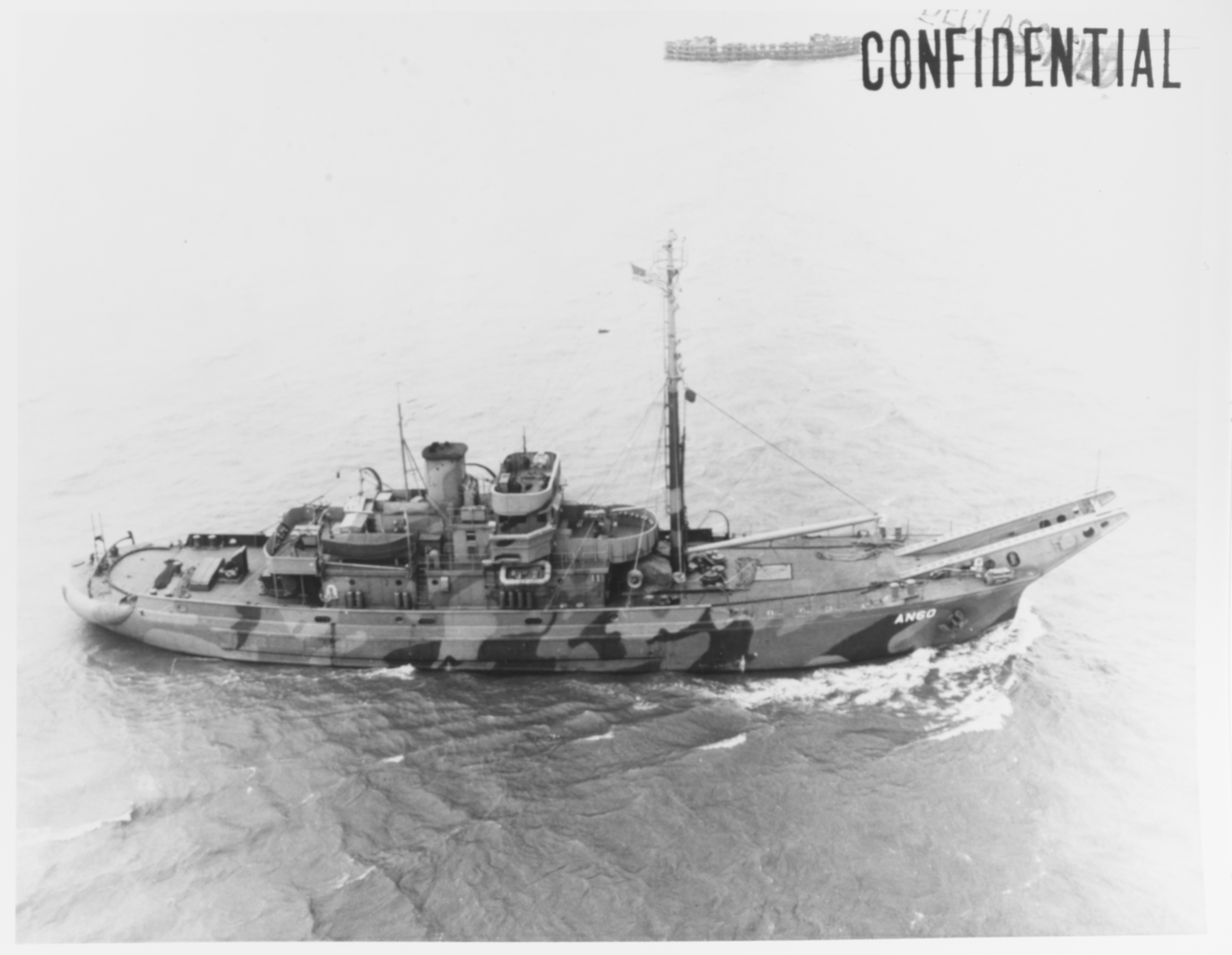
「海星」號同級艦

1948年11月底，蒋中正开始秘密計畫运送第一批黄金，指派蒋经国、宋子文、俞鸿钧为负责人，并组成策划小组进行谋划和执行。其中，蒋经国负责军队沟通，宋子文负责海关调度，俞鸿钧负责公文协调。宋子文认为，由外国人负责的海关总署不会干预中国内政，消息比较不容易走漏。中国海关总税务司航標船“海星”号由于其载货量大，被宋子文选中运送首批黄金。此外，蒋还通过秘密电报要求俞鸿钧务必在一星期内将大陆国库中的约一半的黄金运到台湾。

#### 行动
1948年11月30日（淮海战役爆发第25天、平津战役爆发第2天）夜，上海外滩开始戒严，此时只有海关航標船“海星号”转向了中国银行的码头。
在中国银行方面，中国银行专属的挑夫（即搬运工）开始将一担担的木箱从金库里向外搬出。从中国银行里面搬出来的东西很重，是774个木箱，那是200万4,459市两黄金。1948年12月1日將近凌晨1时，从中国银行里面搬出来的东西已全部放到了“海星号”，之后船长下令开船，“海星号”则开始在海上秘密航行。美朋艦隨行護航。:74“海星号”所载运的首批黄金，于1948年12月3号抵达基隆港后，在夜间十一时由火车装运到台北，从台北火车站，再用宪兵卡车将其安全送往台湾银行总部的地下金库。而当首批的大陆国库黄金的运送工作全部完成时，已经是1948年12月4号上午十时了。这是據國家檔案館中央銀行及中华人民共和国国家档案局檔案，同一史料，在该年12月里，台北铁路局，宪兵队，台湾银行， 海星号及美朋号登陆艇都得到中央银行的现金奖励。
據中华人民共和国国家档案局典藏文件，此首次運出上海國庫黃金约为总量之半数，共200萬兩，其中105萬兩（324箱）來自美國，是抗日戰爭末為穩定中國法幣援華黃金628萬兩的一部分。相對於此美國援華的黃金量，1948-49年金圓券發行所兌入老百姓的黃金僅101萬兩（兌入184萬兩減去兌出83萬兩），不到美援黃金量的六分之一。

#### 消息泄漏
1948年11月30日夜晚，《字林西报》的英国记者乔治·瓦因（英語：George Vine）住在紧臨中国银行的和平饭店5樓，透过窗户无意中看到运金行动，他连夜赶稿發出報導：“我几乎不敢相信我所看到的，下面是一个充满苦力的银行，我甚至可以判断出他们的帽子和制服，湛蓝色的上衣和宽松的短裤，扁担的两端装满着包装的金条！”英國路透社也發佈了﹕“徐州慘敗京滬震動，中央銀行偷運金鈔”的新聞，运送黄金行动的消息因此泄漏。12月24日，中国银行发生黄金挤兑事件，擠死擠傷多人，打擊了8月才開始發行的金圓券信用。

### 后续运送

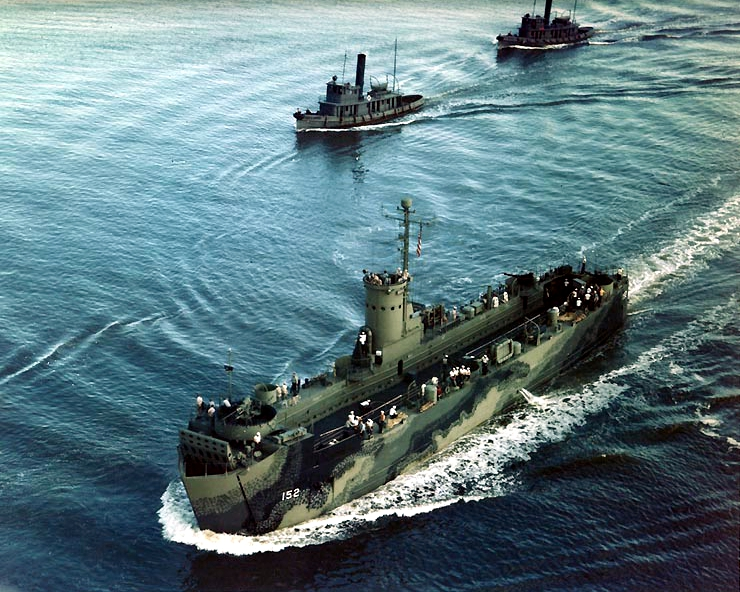
美朋号同級艦

1949年1月1日，共有60万两黄金从上海分别通过海星号、美朋号运出，其中海星号装载50万两黄金运抵台湾，另有10万两黄金由美朋号转至厦门鼓浪屿。1月10日，蔣中正派蔣經國赴上海拜訪中央銀行總裁俞鴻鈞，希望其將中央銀行以庫存準備金之美金與黃金徙置台灣，以策安全:131。1月20日至1月21日，从上海通过海平号和美朋号共同运出90万两黄金转至鼓浪屿。
關於運往廈門的黃金，另據中央銀行發行局簽呈（1948年12月31日）：“計裝黃金151箱，計重純金572,899市兩，職局派員隨海星巡艦押運赴廈”；此外合众国际社香港2月15日电訊：“屬於中國政府160噸以上的金条銀条，自廣州運抵廈門，分兩船運來，中國海關巡邏艦載十噸 （約33萬市兩），海關巡邏艦所載均係金條﹐其價值得1,200萬美元。”:169，兩次運送正好是90萬市兩。這兩次由滬穗運廈黃金轉賬吳嵩慶為軍費，與中央銀行檔案資料符合。

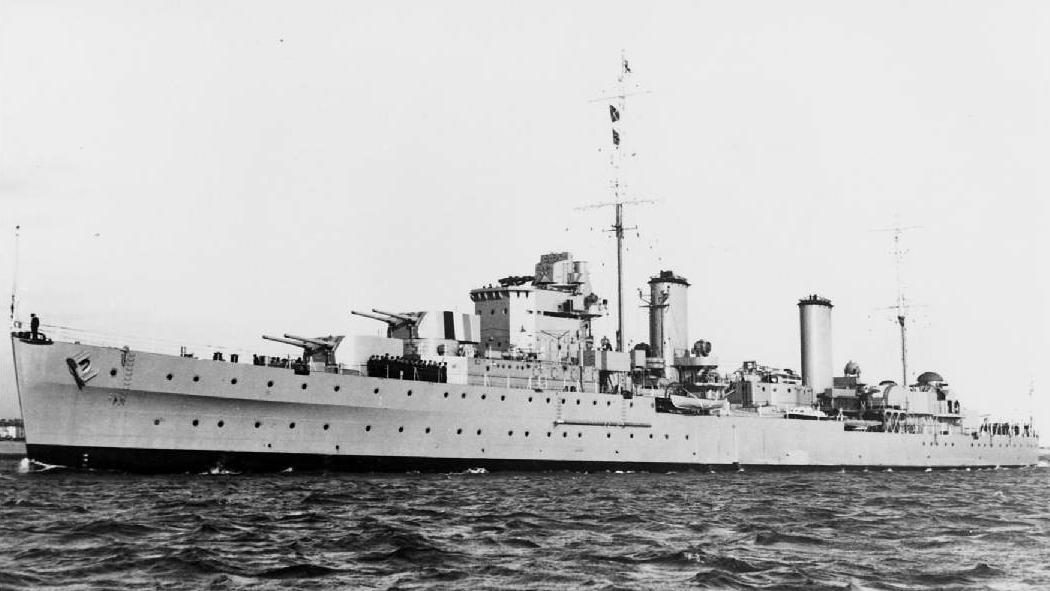
重庆号

1949年2月6日，通过中華民國空軍运输大队的共9架飞机同时从上海和南京运出了总共55.4万两黄金迁抵台湾，其中南京金库的被全部运空。2月28日至3月20日，在上海将部分黄金通过中華民國海軍“重慶號巡洋艦”运出，但“重庆号”却向北行至葫芦岛某港口外并向中国人民解放军海軍投诚，被蔣中正察觉后下令将其击沉。據3月6日蔣中正日記，重慶艦上僅有銀元30萬塊，並無黃金。據一位不願透露姓名的“重慶號”老兵表示，1951年解放軍打撈“重慶號”遺骸，共撈起銀元三十余萬元、黃金十余萬兩。

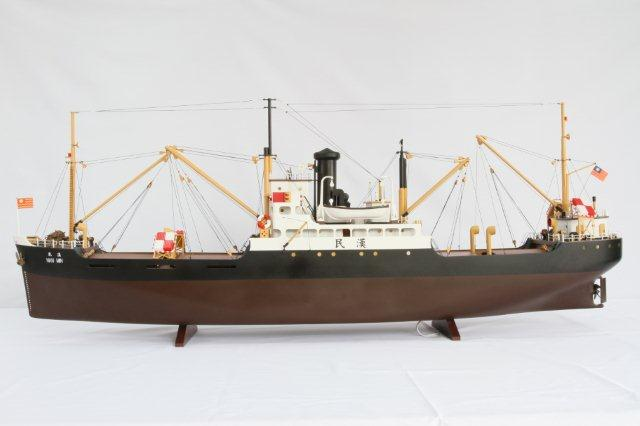
漢民輪模型

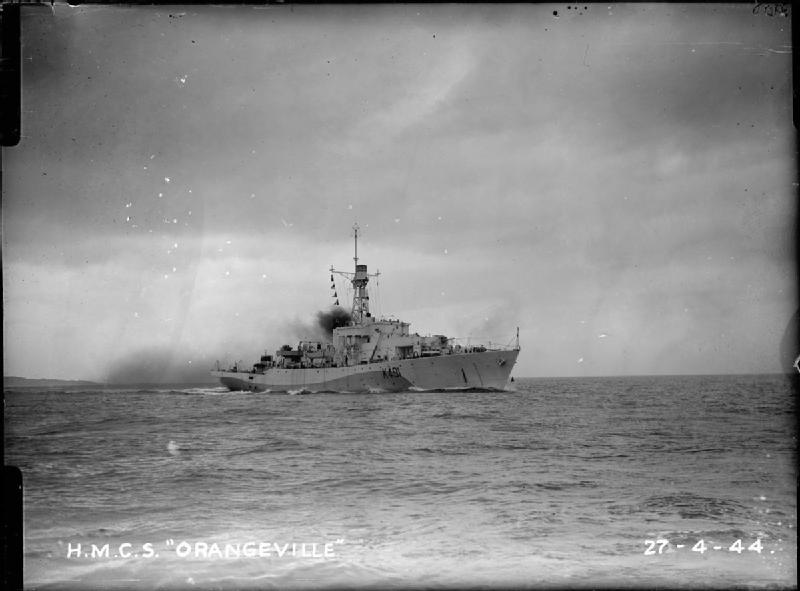
錫麟輪

1949年5月19日至5月27日，从上海用輪船招商局的汉民轮和錫麟輪共同运出19.2萬市兩黄金迁抵台湾。但據存于中華民國台北國史館的中央銀行史料，上海黃金是以登陸艇運送，於6月5日抵台。10月，通过中基舰将之前从上海转到鼓浪屿后仅剩的12.5万两黄金迁抵台湾。依照管理軍費的吳嵩慶的日記，鼓浪嶼上的軍費黃金在8月16日已奉蔣中正命令，開始空運台灣，因此日解放軍攻陷福州，9月21日解放军進攻廈門，近在600公尺的鼓浪嶼上應已無黃金。此外，在內戰中，從無以民營船運國庫黃金的檔案記錄，許多民船上乘客都把裝載銀元的密封箱，誤以為運金。

## 《黄金草约》
1949年1月，官邸弥漫着一股不安的气息，主张和中共展开和平谈判的時任副總統李宗仁，认为主战派的蔣中正是和平谈判的绊脚石，要求蔣中正立即下野。可是蔣中正的心里相当清楚，在丧失总统职权后是绝不可能有掌控金库的支配权的，故而蔣中正开始制订一纸合法运走黄金的通行条，以及一个可以代收黄金的部門。他们是中央银行总裁俞鸿钧，以及负责军费调拨的联勤总部財務署长吴嵩庆。
下野倒数11天，蔣中正让吴嵩庆负责起草国军撤出黄金的相关法令。吴嵩庆用军费这一个办法，就是预支军费，通过《黄金草约》将其予以“合法化”，并成为一种法律上的根据，那么中央银行就可以将厦门金库黄金转帐到吴嵩庆的财务署。
从国史馆的档案中可以发现，蔣中正在完成黄金草约后，有了名目，则名正言顺将厦门中央银行的黄金拨到吴嵩庆个人名下，吴嵩庆就此成为蔣中正迁运国库黄金的代理者。这个表面上是吴嵩庆的个人黄金帐户，其实就是蔣中正的战时金库，而这些黄金主要是用在蔣中正不想公開的秘密军费。不过这份可以证明蔣中正还是遵循特殊程序搬运黄金的草约至今无影无踪，但在吴嵩庆的日記裡仍有記錄:77。
从國史館的相关档案中还了解到，厦门金库黄金在拨到吴嵩庆名下时是分成八批完成的，共78万市两。在中央銀行的档案中列出1948年12月到1950年2月運台黃金的收付及存餘數量，1950年1月撥付國防部約14萬市兩黃金當軍費。據吴嵩庆日記的記錄，主要用於1949年5月至8月的國軍軍費，因為此時金圓券已巨貶，採購軍糧補給只有靠黃金銀元（一市兩黃金約兌80枚銀元），以國軍部隊人數250萬計（包括台灣），每月軍費在2,500萬銀元（或30萬兩黃金），財務署除另有軍費銀元3,000萬外，其他以黃金支付。最後8月中解放軍逼近廈門，剩餘黃金27萬兩空運台北，繼續存財務署作為軍費（吳嵩慶呈蔣中正報告，1949年12月5日，台北國史館數字檔案）。此報告中含有“獎恤金”9萬兩黃金為中央銀行帳上所無，也由財務署保管，是內戰中另一個未解之黃金謎。
通过国家档案局资料发现，1949年1月27号，中央银行交付1317箱的档案，送上了太平轮，太平轮在航向台湾的航程中遇难。上千箱的中央银行的档案，都随着太平轮沉入舟山群岛外海海底，而《黄金草约》极有可能跟着上了太平轮。
根據《上海地方志》記載，1949年5月以後，整個上海地區最後只剩6,180兩黃金。

## 运台黄金的支出和保管
1950年6月3日中央银行總裁俞鴻鈞向蔣中正报告黃金收付情形，報告中表示：
- 運臺灣黃金約296萬市兩
- 運廈門黃金786,540市兩

合計約375萬5,000多市兩；
- 在臺灣支付黃金約242萬市兩
- 在廈門支付黃金786,540市兩

合計約321萬2,000多市兩。
在臺灣支付的242萬市兩中用途有：
- 臺灣銀行：
  - 撥付臺灣銀行新臺幣發行準備金80萬市兩
  - 撥借臺灣銀行約26萬市兩
- 軍政費：
  - 在臺直撥約89萬市兩（含1950年6月第一期之份）
  - 上海、廣州、成都約45萬市兩
  - 軍米等約19,000市兩。

至1950年5月31日中央銀行實存黃金54萬2,000多市兩。

1950年6月，韓戰爆發，美國第七艦隊協防台灣，美國此後一年援助中華民國政府約1億美元，政府支出不再依靠國庫黃金。
國庫黃金在運台後，俞鴻鈞和周宏濤曾向蔣中正建議，認為運台黃金不是中國國民黨的私產，應盡快將其入庫。韩战爆发后不久，美援來到台灣，中華民國政府才不再消耗國庫黃金。後蔣中正採納了俞鴻鈞和周宏濤的建議，下令將剩餘的國庫黃金統一存放於台灣銀行在新店文園營區的金庫。
中央銀行在1961年復業後，原撥給臺灣銀行的黃金轉回中央銀行108萬英兩。
1981至1989年間，中央銀行購入1,254萬兩黃金，與剩餘的遷台黃金一併保存於文園金庫，1990年後央行未再增購黃金。

## 外匯资产
當時中华民国至少有等值於650万两黄金的外匯，主要存放在美国的纽约、旧金山、洛杉矶，英国的伦敦，英屬香港，日本的东京，菲律宾的马尼拉，缅甸的仰光，印度的德里等至少7个国家中的9个城市。

### 國共争夺
1948年11月，宋美齡到美国白宫争取美方援助，当时美国总统杜鲁门只是礼貌性接见，并没有达成任何协议，但是宋美龄意外掌握了美国各银行对中華民國政府的最新态度。
1949年4月，人在溪口的蒋中正接到宋美龄从美国打回来的电报，告知蒋中正要立即处置中华民国政府在海外的外匯。可见，在上海战役前夕，中华民国政府方面即已經開始布署中國銀行海內外銀行的去處。上海易手后，当时已经夺取大半江山的中共向美国方面主张先冻结中华民国的外汇，而此刻人在美国的宋美龄则发挥了关键作用。
1949年6月，国共之间的“抢汇大战”逐渐进入巅峰，由于中华民国政府拥有着领取外汇的密码，故而中华民国政府方面在这波抢汇大战中逐渐占有优势。根据中央银行的档案显示，中共最后只拿到了其中的5%，而其他95%仍由中华民国政府掌控。根据1949年6月中央银行总裁刘攻芸在辞职前夕所留下的外汇纪录以及俞鸿钧整理的中国银行、交通銀行、农民银行等银行的统计显示，当时的中华民国政府的外汇总共有3.84亿美元，换算成黄金共640万两，远远超过从中国大陆迁至台湾的黄金总数。同月，政府在廣東發行銀元券時，銀元券的準備金和主要流通的銀元也是動用了715萬美金的外匯來發行。另据大溪档案记载，在1949年8月底有约值20万两黄金的两批外汇从美国经香港运抵台湾。但是其餘絕大多數的外匯，國府都沒有領回。蔣經國日記曾说明，早年因害怕中共以繼承中國的名義強行接收中華民國政府的海外資產，所以當時有不少財產轉入私人帳戶，以規避中華人民共和國政府接收，但是中共接收的鋒頭過後，有人沒有歸還這些財產，國民黨方面表示：「蔣經國對於這些人的行為深感痛心，卻無法可管。」

## 逸事
- 國民黨持有一批民國36年中央政府發行之第二期美金公債，本金及未領息票合計為美金3,648萬餘元（現值約新台幣385億元），為過去提供美金給政府發行金圓券而產生的債權。根據《兩岸人民關係條例》第63條，1949年以前在中國大陆發行的公債在國家統一前不予處理。

## 部分参与行动的人物
| - 吴兴镛 - 吴嵩庆 - 蔣中正 - 蔣經國 - 陈兆夔 - 陈志竟 - 王丰 - 李宗仁 - 潘邦正 - 华慧英 - 洪卜仁 - 魏曾阴 - 刘金标 | - 崔可耆 - 翁元 - 张麟德 - 孙吉栋 - 陈降任 - 胡步洲 - 桂永清 - 金振涛 - 楼文渊 - 张振国 - 汤恩伯 - 李思德 - 陈诚 |

## 外部連結
- 吳興鏞. . 台灣: 時英出版社. 2007年. ISBN 978-986-7762-94-8.
- 吴兴镛. . 南京: 江苏人民出版社. 2009年. ISBN 978-7-214-06078-5.
- 吳興鏞. . 台北市: 時報出版. 2013年11月4日. ISBN 9789571358468.中時電子報內容摘錄
- 凤凰网相关资料→蒋介石之黄金密档
- 央视网相关资料→《黄金密档》 （页面存档备份，存于）
- 中時電子報相关资料→黃金密檔－國庫黃金運台揭祕 （页面存档备份，存于）
- 中時電子報相关资料→運台黃金使用簡表
- 祕密運輸金銀至台灣的海星號 （页面存档备份，存于）. 中央研究院近代史研究所